# Article salat

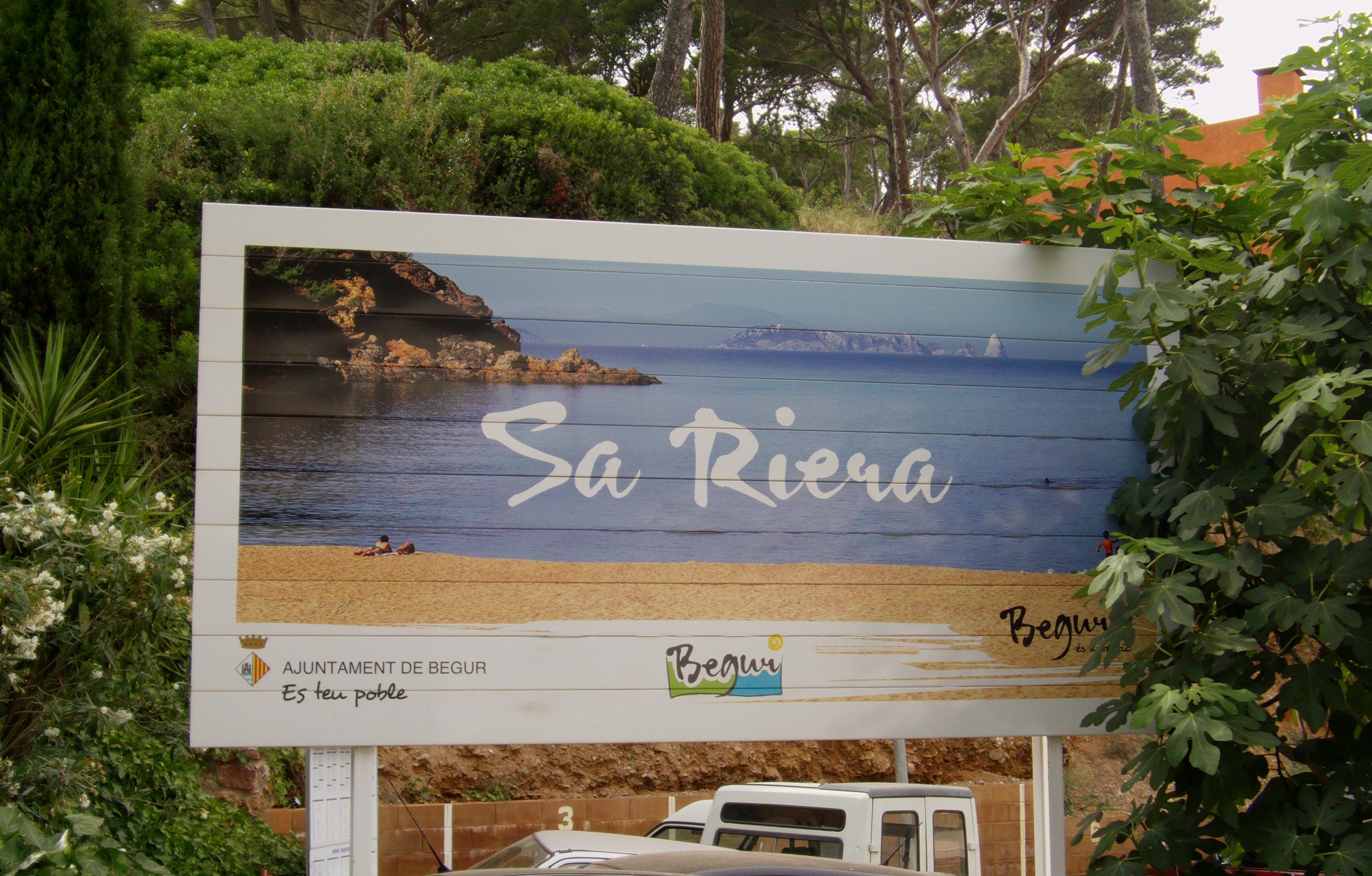
Exemple de recuperació identitària "es teu poble" de l'article salat a Sa Riera (Begur)

Article salat és el nom que rep un tipus d'article determinat emprat a diversos indrets de la Romània que es caracteritza perquè el nucli del seu morfema és una sibilant o, més precisament, perquè deriva del demostratiu llatí ipse; per aquest motiu, en àmbit científic també és conegut com a article (derivat d') ipse. Aquest article és viu en català, en occità, en sard i en determinats parlars del sud d'Itàlia i de Sicília, per bé que és a les Illes Balears i a Sardenya on gaudeix de més bona salut, solament amenaçada per la substitució lingüística del català i el sard.
En àmbit acadèmic i científic és anomenat en referència al seu origen en el demostratiu ipse. En canvi, popularment rep diversos noms en funció de la zona. Així, atès que el parlar de la costa empordanesa popularment rep el nom de parlar salat, l'article característic d'aquest dialecte s'anomena article salat. Aquesta denominació popular ha arribat a l'àmbit acadèmic català, i així és normal de trobar aquesta terminologia en articles científics en català.

## Origen
Per bé que hi ha gran quantitat de llengües indoeuropees que, modernament, fan ús de l'article determinat, sembla que en protoindoeuropeu no existia, i el llatí clàssic va heretar aquesta absència; així ho recordava Quintilià: noster sermo articulos non desiderat. No obstant això, el llatí vulgar va anar forjant un article determinat sobre la base d'altres determinants llatins, en un procés el començament del qual ja es pot identificar en Plaute i que encara es pot veure inconclòs en els primers texts romànics. Un procés, doncs, de més de mil anys.
La funció de l'article determinat, especificar el referent d'un substantiu, en llatí clàssic se suplia amb demostratius, com a opció marcada, o amb el substantiu tot sol, com a opció no marcada. Amb el temps, l'ús dels demostratius per marcar el referent del substantiu s'anà fent anòmalament freqüent, adquirint una funció dita articuloïde o de protoarticle; els demostratius que adquiriren aquest caràcter foren principalment ille (demostratiu de tercer grau de proximitat) i ipse (demostratiu d'identitat). A partir d'aquest moment, començà una lluita entre ille i ipse per assolir l'hegemonia primer com a articuloïde i més tard ja com a article ple a cada territori de la Romània. Cal pensar, doncs, que el determinant ipse en funció d'article ja devia existir quan el llatí vulgar, ja força fragmentat, encara retenia un cert caràcter d'unitat, com a gran continuum lingüístic sense més d'una llengua escrita de referència (el llatí clàssic), durant l'antiguitat tardana; l'article salat neix, doncs, d'un sol focus.
En els texts en baix llatí de l'alta edat mitjana de tota la Romània es troba gran quantitat de texts, per bé que predomina més en unes zones que d'altres. Així, per exemple, a Espanya, és més rar a Portugal, Lleó i Castella que no pas a Catalunya, on roman en ús més temps, sens dubte indicador que era predominant en la parla. En occità també es documenta amplament en texts en baix llatí, com també per Itàlia i a Sardenya. En fi, el llatí ipse ha sobreviscut, a més, com a pronom i adjectiu d'identitat o demostratiu de segon grau en totes les llengües romàniques: mismo / même, mateix / meteis, stesso, isso / eso / això / esso, etc.

## En català

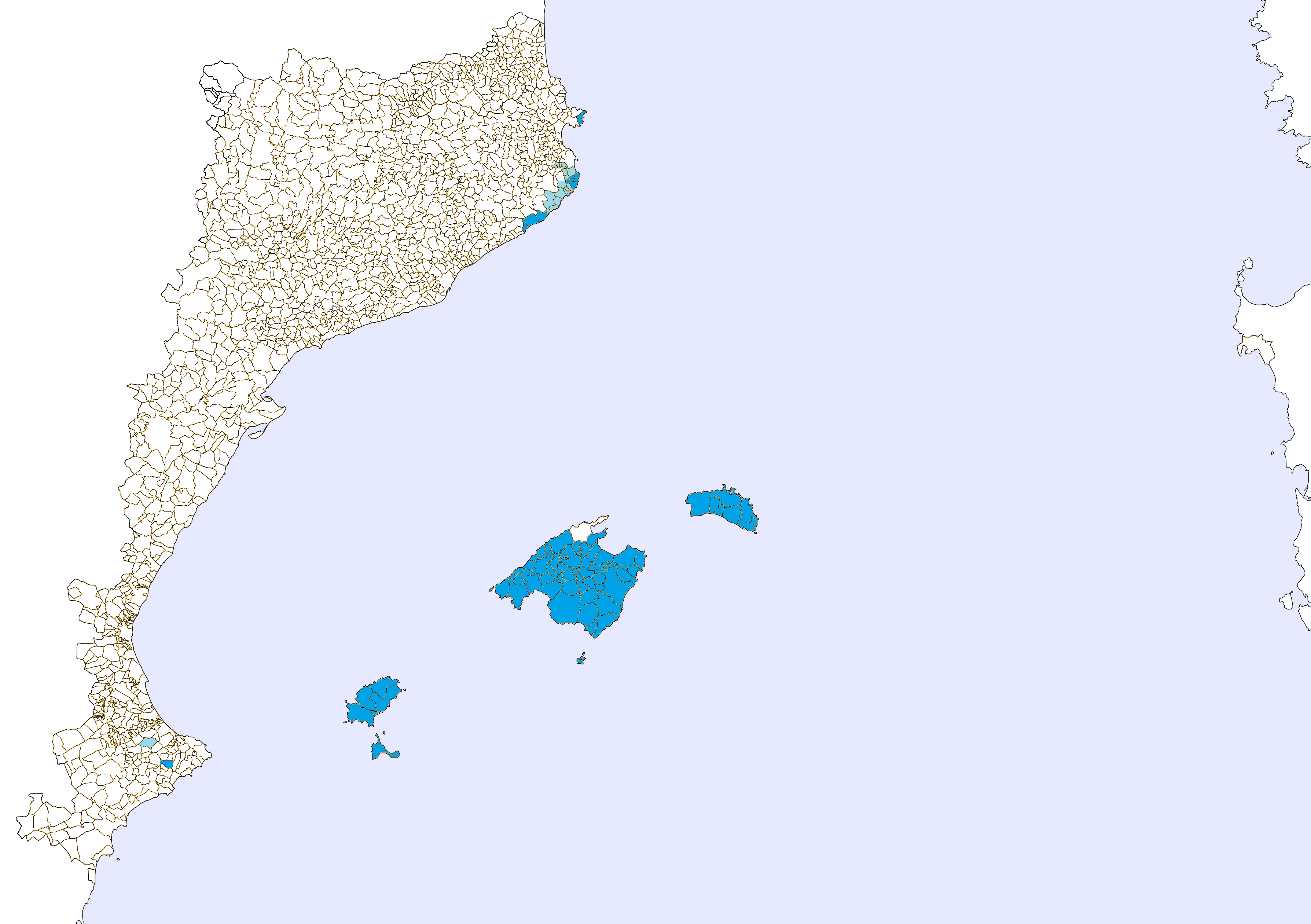
Mapa dels municipis de parla catalana amb tradició d'ús de l'article salat.

Antigament, en català l'article salat era present a tot el territori (els comtats catalans i la Catalunya Nova), per tal com per tot arreu hi ha topònims amb articles salats fossilitzats i documentació que ho recolza, sia en llatí o en català. No obstant això, aquesta presència és més forta a la Catalunya Vella, i encara més als comtats orientals, exclosos l'Urgell, el Pallars i la Ribagorça. Amb la política expansionista del Rei en Jaume l'article fou exportat al nou Regne de Mallorques per mitjà dels repobladors (predominantment dels bisbats orientals i especialment del gironí), però en canvi gairebé no n'hi ha rastres al Regne de València, fos per una major presència d'urgellencs, lleidatans i tortosins, per l'influx aragonès o per qüestions de substrat. Així doncs, romanen encara molts de fòssils d'aquell període en què l'article salat predominava a les comarques de Barcelona i Vic, com Collserola (antic Coll de s'Erola) o Sant Esteve Sesrovires (antic Sant Esteve de ses Rovires). En canvi, l'article derivat de ille, que també era viu, gaudia de més prestigi, principalment perquè l'emprava la llengua dels trobadors, les cançons dels quals llavors eren molt difoses a Catalunya. Així, l'article salat anà retrocedint al Principat per motius sociolingüístics, mentre que l'isolament permeté que es conservàs a les Illes.

### Ortografia comuna
Aquesta és la forma més comuna del article salat en la majoria dels dialectes del català on s'utilitza.
|         | singular | singular (en elisió) | plural |
| ------- | -------- | -------------------- | ------ |
| masculí | es       | s'                   | es     |
| femení  | sa       | s'                   | ses    |

|         | singular      | singular (en elisió) | plural         |
| ------- | ------------- | -------------------- | -------------- |
| masculí | amb so amb es | amb s'               | amb sos amb es |
| femení  | amb sa        | amb s'               | amb ses        |

|     | singular | plural |
| --- | -------- | ------ |
| a   | as       | as     |
| de  | des      | des    |
| per | pes      | pes    |
| ca  | cas      | cas    |

### En balear
A diferència de l'Empordà, a les Balears l'article salat és hegemònic en l'ús: solament cedeix terreny al literari en determinats mots considerats de major importància, en els registres formals i en la variant pollencina, tal vegada per l'origen dels repobladors.
|         | singular | singular (davant vocal) | plural | plural (davant vocal) |
| ------- | -------- | ----------------------- | ------ | --------------------- |
| masculí | es       | s'                      | es     | ets es                |
| femení  | sa       | s'                      | ses    | ses                   |

|         | singular      | singular (davant vocal) | plural         | plural (davant vocal) |
| ------- | ------------- | ----------------------- | -------------- | --------------------- |
| masculí | amb so amb es | amb s'                  | amb sos amb es | amb sos amb ets       |
| femení  | amb sa        | amb s'                  | amb ses        | amb ses               |

|     | singular | plural   |
| --- | -------- | -------- |
| de  | des      | des dets |
| per | pes      | pes pets |
| ca  | cas      | cas cats |

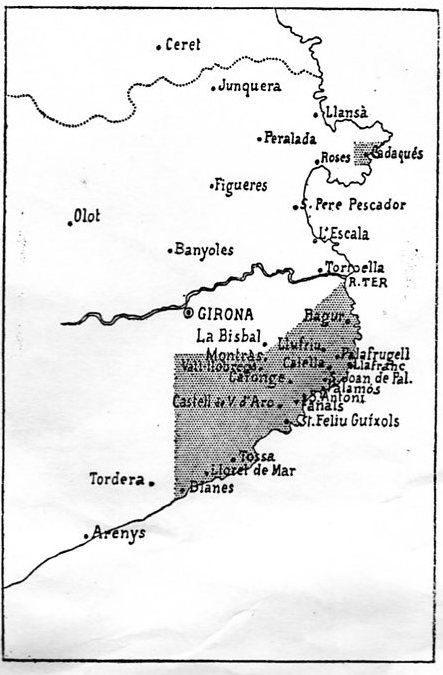
Mapa de l'extensió de l'article salat a la zona de Girona segons Xavier Carbó (1918)

La forma ets és exclusiva de Mallorca i Menorca. Per altra banda, a Menorca les formes so i sos s'han perdut.

### Al litoral gironí
L'article salat és el tret més característic del català salat. La forma del masculí plural és ses (ses àngels) quan el substantiu comença per vocal. És en aquest parlar que té origen la denominació salat, terme popular per designar les persones que tenen aquest parlar creat de la semblança entre l'article femení i el terme sal. Com en balear, també hi ha mots que no s'usen mai amb article salat, tot i que els mots que no el porten mai no coincideixen exactament en tots dos dialectes.
A diferència de les Balears, l'article salat ha retrocedit molt el darrer segle i ha passat de ser emprat de Blanes fins a Cadaqués a ser gairebé exclusiu d'aquesta darrera vila. El prestigi major de l'article literari n'ha causat el retrocés, atès que l'article salat estava vinculat als parlars dels pescadors d'aquestes viles costaneres, parlars sempre de poc prestigi. Això ha fet que la producció literària hagi estat molt minsa, atès que, com a les Illes, aquest article no té tradició escrita. En canvi, Joaquim Ruyra en va caracteritzar força els trets en diversos contes breus.
Per altra banda, hi ha constància que aquest article també era viu el segle xix a la zona de la Garrotxa.
|         | singular | singular (en elisió) | plural |
| ------- | -------- | -------------------- | ------ |
| masculí | es       | s'                   | ses    |
| femení  | sa       | s'                   | ses    |

|         | singular      | singular (en elisió) | plural          |
| ------- | ------------- | -------------------- | --------------- |
| masculí | amb so amb es | amb s'               | amb sos amb ses |
| femení  | amb sa        | amb s'               | amb ses         |

|     | singular |
| --- | -------- |
| a   | as       |
| de  | des      |
| per | pes      |
| ca  | cas      |

### A la Marina
L'article salat també era present a diverses localitats de la Marina, com ara Tàrbena, la Vall de Gallinera o Ebo, com a resultat del repoblament de mallorquins que ocupà el buit poblacional conseqüència de l'expulsió dels moriscos el segle xvii. El parlar d'aquests pobladors mallorquins es va valencianitzar però va mantenir diversos trets, entre els quals l'article, que al llarg del segle xix es degué perdre a la major part de viles, però que s'ha conservat fins avui dia a Tàrbena, on encara és viu. Encara es pot sentir usat l'article so precedit de la preposició amb, com a Mallorca, però de manera molt residual.
Com a l'Empordà, l'article salat a Tàrbena està en un estat delicat de salut. L'AVL recull l'ús d'aquest article, per bé que el qualifica de col·loquial.
|         | singular | singular (en elisió) | plural |
| ------- | -------- | -------------------- | ------ |
| masculí | es       | s'                   | es     |
| femení  | sa       | s'                   | ses    |

|         | singular      | singular (en elisió) | plural         |
| ------- | ------------- | -------------------- | -------------- |
| masculí | amb so amb es | amb s'               | amb sos amb es |
| femení  | amb sa        | amb s'               | amb ses        |

|     | singular | plural |
| --- | -------- | ------ |
| a   | as       | as     |
| de  | des      | des    |
| per | pes      | pes    |
| ca  | cas      | cas    |

1. 1 2  Es pronuncia [as].

### Variació en l'ús de l'article
D'entrada, l'article salat no té tradició literària, per la dita manca de prestigi, i per això mateix era absent dels registres formals. Per altra banda, però, en el parlar corrent del poble també hi ha variació en l'ús de tots dos articles, pel fet que l'article literari també és viu en aquests parlars. Es dona la situació que l'article més general i productiu és el salat, però el literari es reserva per determinats usos, molt concrets però en els quals no es pot fer servir el salat. Els usos de l'article literari es poden reduir a dos grans grups: el dels ens únics (la Terra, el Papa, el nord) i el del discurs repetit, és a dir, frases fetes, dites o col·locacions ja dites i que fan part del corpus de la llengua, en les quals l'article hi està fossilitzat. No obstant això, hi ha gran nombre d'ens únics i elements de discurs repetit que es diuen amb article salat. Aquesta distribució es dona en balear, empordanès i a Tàrbena per igual, i també es troba en el parlar salat de la zona de Niça, encara que amb discrepàncies puntuals.
D'entre els nombrosos casos en què no es fa servir l'article salat hi ha:
- En el nom de les hores i punts cardinals (les dues, el sud)
- En el nom dels equips de futbol (el Barça), amb excepcions (s'Atlètic de Madrid)
- Països, continents i altres topònims (el Japó, l'Àfrica, les Índies)
- Gran quantitat de termes religiosos (el Papa, la parròquia, el Corpus)
- En frases fetes, expressions i modismes diversos (la setmana passada, a la gatzoneta, a l'aire)

## A la resta de la Romània

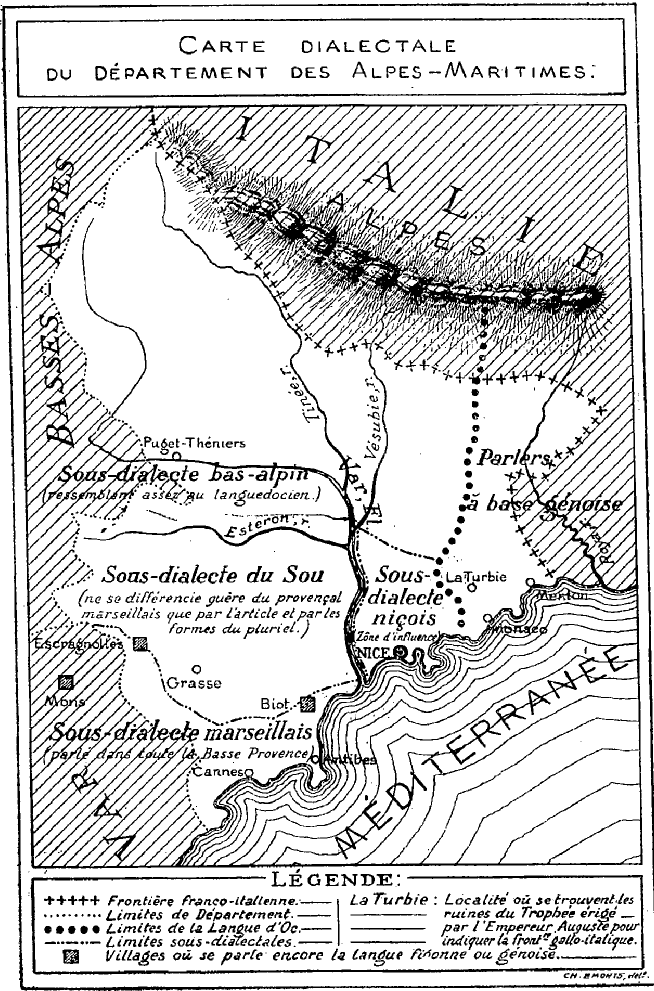
Mapa molt aproximatiu de l'àrea de l'article "salat" a Provença elaborat per Loís Funèl el 1897

L'article salat, un temps present a tota la Romània, s'anà perdent però amb més força a unes zones que a d'altres, i així s'anà perdent més ràpidament a les llengües iberoromàniques, a les llengües d'oïl i a les gal·loitàliques, però resistí més en occitanoromanç, en italoromanç i en romanç insular. La manca de prestigi d'aquest tret ha fet que reculàs molt, per bé que ha romàs encara a diversos indrets de la Romània.

### Occità
L'occità, juntament amb el català, fou una de les llengües en què pervisqué l'article salat, per bé que la seva absència del model lingüístic cultivat el feu retrocedir força. D'aquesta manera, apareix intensament documentat en gascó (principalment a la zona de Comenge) i en provençal, i apareix a les Leys d'Amors, que en rebutja l'ús.
Actualment, es conserva en una petita zona del territori niçard, entorn de la vila de Grassa, en un territori reduït i en una zona on l'occità gaudeix de poca salut.
|         | singular | singular (davant vocal) | plural               |
| ------- | -------- | ----------------------- | -------------------- |
| masculí | so       | s' / sel / sa           | sos / soi / sei / si |
| femení  | sa       | s' / sel / sa           | sas / sai / sei / si |

### En sard
El sard és la llengua en què l'article salat és més característic, perquè és el sol article que coneix i perquè no hi ha cap variant que en faci servir d'altre. El motiu pot ésser que la manca de prestigi d'aquest article no arribàs a Sardenya per la condició d'insularitat, o bé que ille no s'hi desenvolupàs mai com a article en competència. Val a dir que el nord de l'illa, on es parla gal·lurès i sasserès —llengües classificades a vegades com a varietats del diasistema cors-toscà— l'article hi és desconegut, igual que en alguerès i en tabarquí.
|         | singular | singular (en elisió) | singular | plural | plural |
| ------- | -------- | -------------------- | -------- | ------ | ------ |
| masculí | su       | s'                   | isu      | sos    | isos   |
| femení  | sa       | s'                   | isa      | sas    | isas   |

|         | singular | singular (en elisió) | plural |
| ------- | -------- | -------------------- | ------ |
| masculí | su       | s'                   | is     |
| femení  | sa       | s'                   | is     |

### A Itàlia
Segons qualque autor, a diversos llocs de Sicília, entre els quals les Illes Eòlies, i de la meitat sud d'Itàlia, es conserva el llatí ipse en funció d'article. No obstant això, d'altres afirmen que la seva funció plenament d'article és dubtosa, i que en altres casos es pot tractar de derivats d'ille erosionats fonèticament cap a una arrel amb sibilant. També s'ha hipotesitzat que l'article salat fos el que usava el romanç africà.

## Estudi
Entre els primers a fer notar l'existència d'aquest article hi ha l'occità Onorat Bouche (1644) i el sard Matteo Madao (1782), que el descrigueren en llurs respectives llengües, però no reeixiren a identificar-ne l'origen. Entre els primers que identificaren el seu vincle amb el llatí ipse hi ha Jovellanos (1805), durant la seva estada a Mallorca, i Francés Rainoard (1816) qui, tot estudiant el naixement de l'article en les llengües romàniques, identifica la funció d'article del pronom ipse en diversos documents en baix llatí i ho relaciona amb l'article del sard.
Al llarg del darrer terç del segle xix, l'estudi d'aquest article es desenvolupà principalment entre els romanistes que estudiaven els texts dels trobadors i llur llengua en general. A mesura que s'anava estudiant aquesta llengua, hom anava relacionant les escasses aparicions d'aquest article en occità antic amb l'article comú a Mallorca i a Sardenya; en aquesta identificació tengué un paper pioner Milà i Fontanals. El primer estudi de conjunt arribà el 1948 amb un article de Paul Aebischer que en fixava la localització contemporània al català, l'occità, el sard i diverses varietats italianes del migjorn i Sicília.
En català, els primers estudis aprofundits arribaren a començament del segle xx, principalment sobre el mallorquí, de la mà de Tomàs Forteza i Pierre Rokseth. Xavier Carbó identificà el 1918 els llocs de Girona on se salava, i Antoni Griera estudià l'evolució d'aquest article en català antic, revisada anys més tard per Josep Moran. El 2010, Núria Busquet llegí la tesi doctoral sobre el parlar salat, en el qual fa una revisió de l'ús d'aquest article en empordanès, balear i valencià de la Marina.